# Schloss Krauchenwies

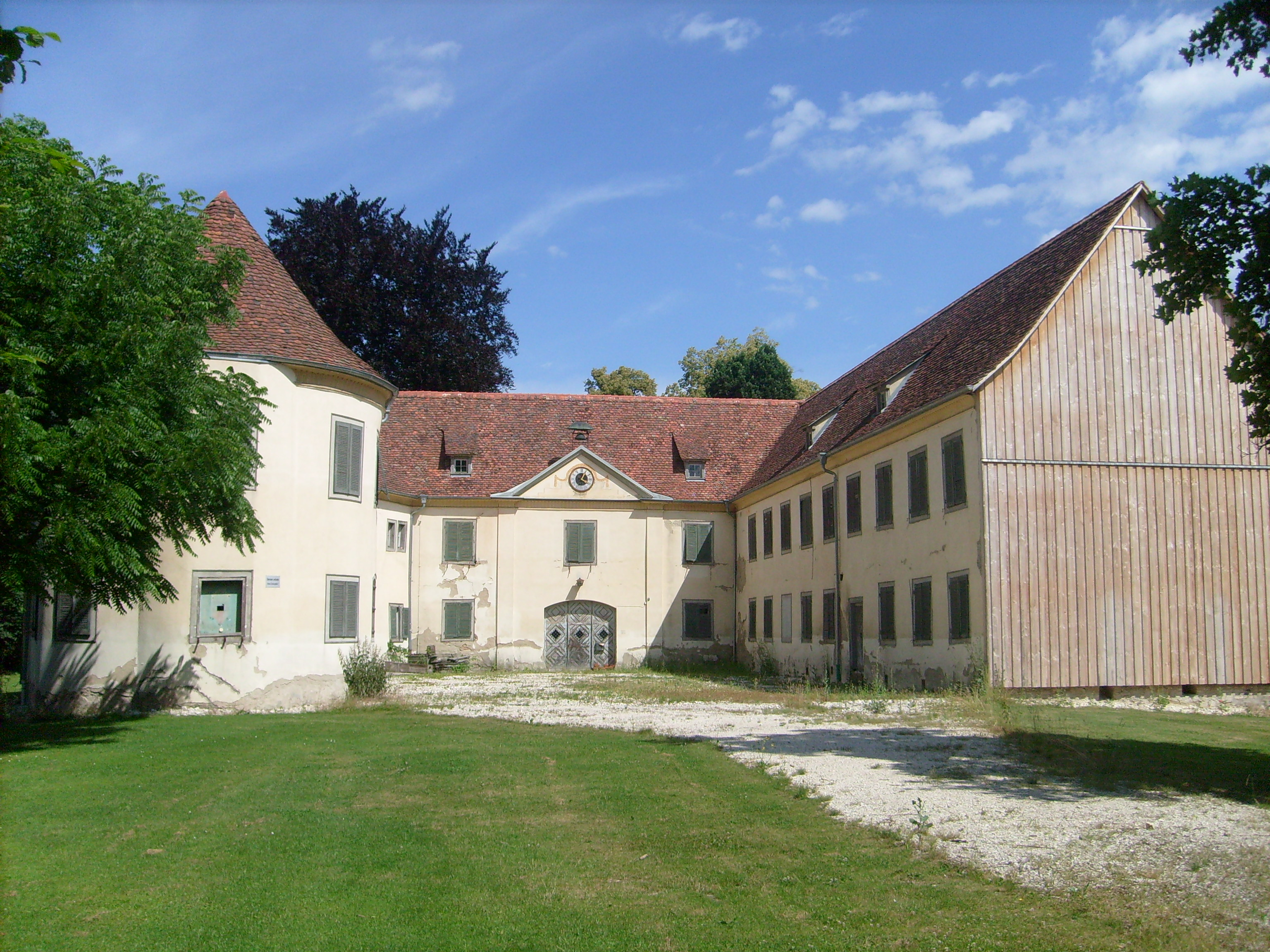
Altes Schloss Krauchenwies

Das Alte Schloss Krauchenwies ist ein klassizistisches Schloss in Krauchenwies im Landkreis Sigmaringen in Baden-Württemberg.

## Lage
Die Schlossanlage liegt an der Südostecke des Fürstlich Hohenzollerischen Parks am Ortsrand von Krauchenwies, Richtung Sigmaringen an der stark befahrenen Bundesstraße 311. Krauchenwies gehörte seit 1595 den Grafen von Hohenzollern-Sigmaringen; hier hatten die Grafen und späteren Fürsten von Hohenzollern-Sigmaringen ihren Sommersitz. Das Schloss ist als Denkmal Im Park 2, Flst. Nr. 1/47 erfasst.

## Geschichte
Die Geschichte des Alten Schlosses in Krauchenwies lässt sich in drei Phasen unterteilen: Der mittelalterliche Ursprung als Adelssitz, die erste Anlage von 1595 bis 1597 als vierflügliges Renaissanceschloss und der heutigen Anlage von 1769 bis 1785 als Dreiflügelbau des Frühklassizismus.
Das alte Schloss, auch „Wasserschlösschen“ genannt, geht in seinem Ursprung auf eine mittelalterliche Wasserburg zurück. 1303 wurde das Schloss erstmals als Turm des niederadligen Geschlechts der Herren zu Leiterberg als Dorfherren von Krauchenwies urkundlich erwähnt. 1414 wurde es als Wasserhaus bezeichnet, weil es von einem Graben umgeben war.
Nach Umbauten im 15. Jahrhundert formte der Ravensburger Baumeister Hans Waldner die Anlage von 1595 bis 1597 im Auftrag von Graf Karl II. von Hohenzollern-Sigmaringen (1547–1606) in ein Renaissanceschloss aus vermutlich vier Flügeln um. Im März 1633 kam es im Dreißigjährigen Krieg zur Zerstörungen der Schlossanlage durch schwedische Truppen unter General Horn.
Im 18. Jahrhundert diente Krauchenwies Fürst Karl Friedrich von Hohenzollern-Sigmaringen (1724–1785) zeitweise als Residenz. Zwischen 1769 und 1785 erfolgte unter ihm eine Umgestaltung der ersten Anlage in eine zweigeschossige, unregelmäßige hufeisenförmige Dreiflügelanlage mit abgewalmten Dächern in der Formensprache des Frühklassizismus. Dabei wurde der Ostflügel nach Süden verlängert. Im abgerundeten Westflügel (Glockentürmchen) befand sich eine Kapelle. Nördlich an die Kapelle angrenzend war die Küche untergebracht.

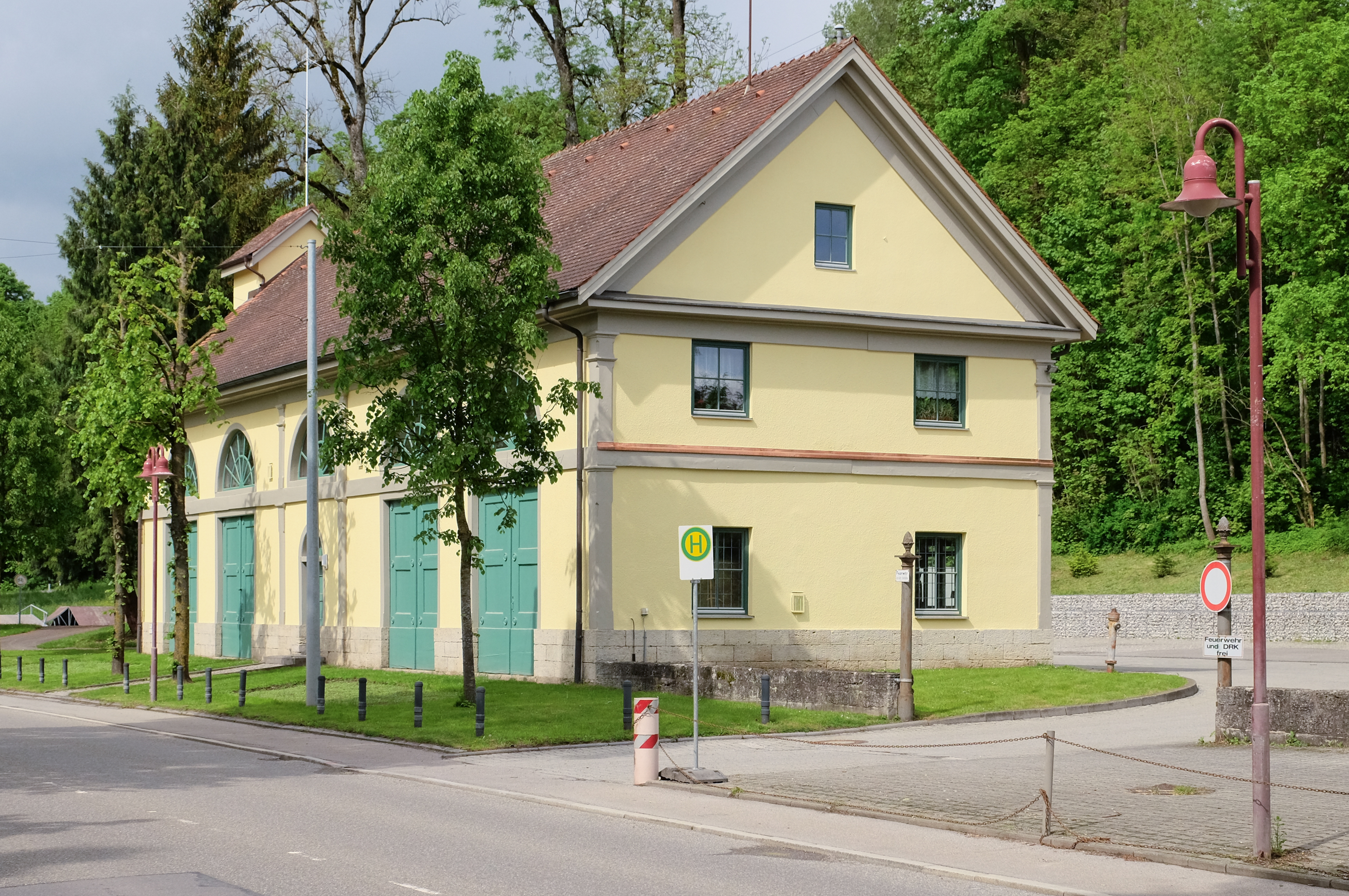
Ehemalige Wagenremise

1789 entstand unweit des Schlosses ein zweigeschossiges Marstallgebäude 1825 eine ebenfalls zweigeschossige Wagenremise (heute als Feuerwehrhaus der Freiwilligen Feuerwehr genutzt) und 1840 ein eingeschossiges Gewächshaus mit zwei Eckpavillons (Orangerie).
Im Juli 1808 siedelte sich das frischvermählte Erbprinzenpaar Karl (1785–1853) und Antoinette von Hohenzollern-Sigmaringen (1793–1847) in Krauchenwies an, während im Schloss Sigmaringen (Residenzstadt) die Hofbehörden ihren Sitz hatten. Nach dem Neubau des Landhauses in unmittelbarer Nachbarschaft 1828 bis 1832 ging die Funktion als (Sommer-)Residenz des Fürstenhauses auf dieses über. Zunächst wurde das alte Schloss noch als Wohnung hochgestellter Persönlichkeiten genutzt.
In der Schlosskapelle befanden sich acht aufgehängte Einzelbilder mit Darstellungen aus dem Leben der Heiligen Maria. Sie wurden 1846 als Tafeln des Ulmer Malers Bartholomäus Zeitblom identifiziert und dem verschollen geglaubten Pfullendorfer Flügelaltar der St.-Jakobus-Kirche zugewiesen. 1867 kamen sie ins fürstliche Museum Sigmaringen und 1928/29 in die Staatsgalerie nach Stuttgart sowie in das Städelmuseum nach Frankfurt.
Ende des 19. Jahrhunderts erfolgte der einstöckige, hölzerne Saalanbau an der Westseite. Nach einem Brand wurde die Anlage 1937 wiederaufgebaut: Das Schloss bekam einen neuen Dachstuhl und die historische Außenbemalung wurde erneuert.
In der Zeit des Nationalsozialismus wurde es als eines von fünf Lagern des weiblichen Reichsarbeitsdienstes (RAD) im damaligen preußisch-hohenzollerischen Landkreis Sigmaringen genutzt. Hierzu wurde es im April 1940 vom RAD übernommen. Nach der feierlichen Einweihung am 9. Mai 1940 bezogen die ersten 55 „Arbeitsmaiden“ das Schloss. Am 6. April 1941 trat hier im Zivilarbeitslager 501 Krauchenwies die 19-jährige Sophie Scholl aus Ulm ihren sechsmonatigen Dienst an, der von Anfang April bis Ende September dauerte. Im Arbeits- und Kriegshilfsdienst wuchs ihre Ablehnung gegen den Nationalsozialismus. Später folgten Milizionäre der französischen Vichy-Regimes.
In den ersten Nachkriegsjahren diente es der Unterbringung heimatloser deutscher Soldaten. Unter Fürst Friedrich von Hohenzollern (1891–1965) diente das Schloss von 1954 bis 1979 als „Malteser Kinderheim Schloß Krauchenwies“ für Flüchtlingskinder und Kriegswaisen den Schönstätter Marienschwestern. Von 1979 bis 1981 als Auffanglager für vietnamesische Flüchtlinge. Danach wurde das Gebäude von der Bundesfinanzverwaltung als Bildungszentrum genutzt. Zuletzt diente es der Unterbringung von Schülern der Modefachschule Sigmaringen. Ab 1990 stand das Gebäude leer und war dem Verfall preisgegeben. Auf sieben Millionen Deutsche Mark wurde die Renovierung veranschlagt. Weder die Gemeinde Krauchenwies noch das Haus Hohenzollern waren zu dieser Investition bereit.
Das Haus Hohenzollern und die Gemeinde hatten etwa zehn Jahre vergebens auf einen Nutzer gehofft. So stellte das Haus Hohenzollern 2001 für das Schloss einen Antrag auf Abriss. Dieser wurde jedoch von der breiten Öffentlichkeit abgelehnt. Im Mai 2002 stufte das Landesdenkmalamt Baden-Württemberg wesentliche Teile des Gebäudes als erhaltungsfähig ein und lehnte einen Totalabbruch ab.
2003 förderte die Deutsche Stiftung Denkmalschutz anteilig die Sicherung des Holztragewerks und des Dachs. Im Oktober 2004 begann man im vorderen Teil des Flügels an der Straße und im ehemaligen Speisesaal mit dem Ausbau der Metallteile, Fenster, Dachziegel, PVC-Böden und Wandverkleidungen. In einer Rettungsaktion 2006 wurde eine Erhaltungssanierung der seit Jahrzehnten leer stehenden und aufgrund unterbliebener Instandhaltung in desolatem Zustand befindlichen Schlossanlage durchgeführt. Diese wurde von der staatlichen Denkmalpflege, der Deutschen Stiftung Denkmalschutz, der Denkmalstiftung Baden-Württemberg sowie dem Fürstenhaus Hohenzollern finanziert. Vom Hausschwamm befallene und unrettbare Teile des Schlosses (die als spätere Anbauten hinzugekommen waren) wurden abgebrochen und das Dach saniert. Die ursprüngliche Gestalt der Dreiflügelanlage konnte erhalten werden.
Das Schloss ist im heutigen Zustand eine südseitig geöffnete Dreiflügelanlage im Stil des frühen Klassizismus. Es ist ein zweigeschossiger, verputzter Fachwerkbau mit hohen Walmdächern und wappengeschmückten Dreiecksgiebeln über den Hauptportalen. Das Schloss steht unter Denkmalschutz und befand sich bis 2023 im Besitz der Familie von Hohenzollern. Im Dezember 2023 erwarb Josef Alexander Henselmann das ungenutzte und sanierungsbedürftige Schloss. Strom-, Wasser- und Abwasseranschluss sind auf dem 4000 bis 5000 Quadratmeter großen Grundstück vorhanden. Das Schloss nimmt darauf eine Grundfläche von rund 1000 Quadratmeter ein, die gesamte Nutzfläche rund 800 Quadratmeter mehr.
Das Schloss wurde von der Denkmalstiftung Baden-Württemberg zum „Denkmal des Monats Januar 2007“ ernannt.